# Joseph Kosuth

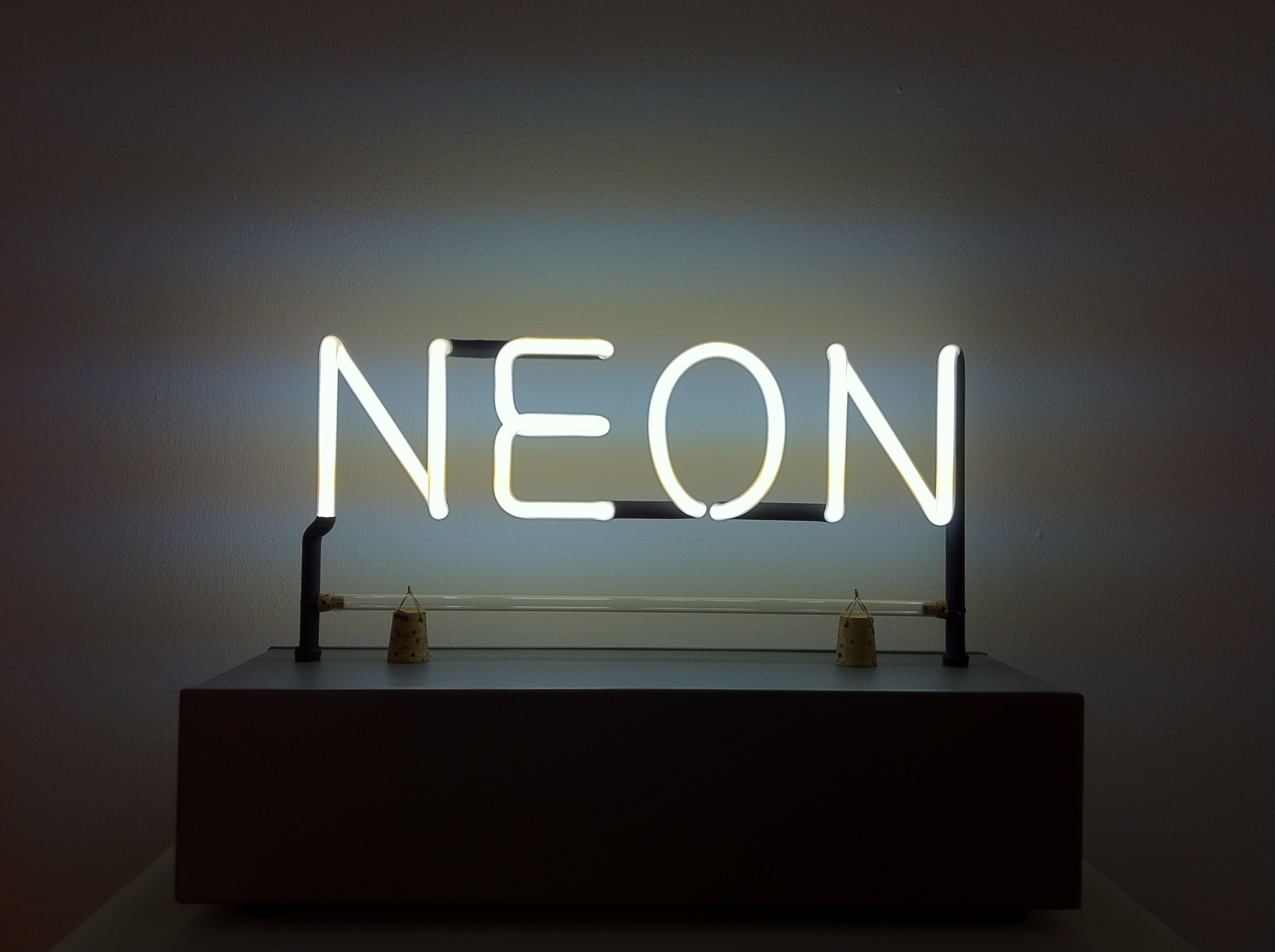
Joseph Kosuth, Neon (1965). Photographie de Florent Darrault.

Joseph Kosuth (né le 31 janvier 1945 à Toledo dans l'État américain de l'Ohio) est un artiste américain, un des chefs de file de l’art conceptuel aux États-Unis qu'il contribua à lancer dans le milieu des années 1960.

## Biographie
Joseph Kosuth a étudié de 1955 à 1962 au Toledo Museum School of Arts, en 1963 au Cleveland Art Institute et de 1965 à 1967 à la School of Visual Arts de New York. 
En 1965, il expose son œuvre One and Three Chairs  qui fait de lui l'un des fondateurs de l'art conceptuel.
En 1966, il est sélectionné par Marcel Duchamp pour une bourse de la Fondation Cassandra.
En 1969, il est contributeur et distributeur du journal Art-Language, créé par le collectif  d'artistes conceptuel  Art and Language avec lequel il travaille. En 1972, devenu un des membres du collectif, il participe à la Documenta 5 à Cassel avec le projet Index 01.
En 1971, il étudie l'anthropologie et la philosophie à la New School for Social Research de New York. Dans les années 1970, il participe au NSCAD Lithography Workshop.
Kosuth a enseigné à la Hochschule für Bildende Künste de Hambourg (1988-1990), à l'Académie des beaux-arts de Stuttgart (de) (1991-1997), à l'Académie des beaux-arts de Munich (2001-2006). Il enseigne actuellement à l'Institut universitaire d'architecture de Venise (Istituto Universitario di Architettura).
En 2007, il inaugure une installation permanente, un néon rouge, au Flux Laboratory, en Suisse, pour laquelle il choisit une phrase de Jean-Jacques Rousseau: « Les affections de nos âmes, ainsi que les modifications de nos corps, y sont dans un flux perpétuel ».
En 2009-2010, il est invité par le musée du Louvre pour réaliser une création in situ : il écrit au néon des phrases inspirées de Nietzsche sur les murs du Louvre médiéval.
Il se partage aujourd'hui entre  New York et Rome .

## Œuvre
Parce qu'il voit dans l'œuvre d'art le but esthétique comme exercice esthétique, non comme art à proprement parler, Kosuth va vouloir séparer l'esthétique — c'est-à-dire le jugement de la perception du monde en général — de l'Art.
« Art as art » devient plus ou moins la devise de cet artiste qui utilisera la littéralité de ses œuvres pour tenter de penser les choses de manière objective, les pièces souvent tautologiques nous disent qu'elles ne pourraient être autrement que comment elles sont : Five Words In Orange Neon se compose de cinq néons orange et nous indique de ne pas regarder autre chose que ce que l'on voit, en évitant toute interprétation pourtant tentée ici.
Le but de son travail est de « produire du sens », même s’il faut pour cela bannir l’aspect esthétique de l’œuvre. Se basant sur une tautologie — « L’art est la définition de l’art » — il  affirme que l’art est langage, que l’art relève du domaine des idées, qu’il n’a rien à voir avec l’esthétique ou le goût. Il parle de « propositions artistiques » plutôt que d’« œuvres ». Pour lui, « Une œuvre d’art est une présentation de l’intention de l’artiste : si celui-ci déclare que cette œuvre d’art-ci est de l’art, cela signifie que c’est une définition de l’art. »
Parmi ses œuvres les plus célèbres, la série One and three  (1965) qui apparaît comme une première investigation. Cette œuvre se compose d'un objet, de sa reproduction photographique à l'échelle 1 et de sa définition du dictionnaire, et consiste à ce que l'acheteur peut faire la photographie lui-même de la chaise du centre d'art dans lequel l'œuvre serait exposée. Ce n'est donc pas, par exemple pour One and three chairs, pas la chaise, la photo ou la définition en tant que telles qui importent, mais comment tout cela joue ensemble. En quoi l'objet concret n'est qu'une occurrence d'un concept, tout comme un objet d'art n'est qu'une occurrence du concept d'art. C'est également une pièce qui ne dépend pas de sa matérialisation puisqu'elle se décline avec un chapeau, un extincteur, une vitre… Quel que soit l'objet c'est l'idée qui persiste.
Pour la seconde investigation, Kosuth se passe de l'objet et n'utilisera que la définition pure, tirée en blanc sur fond noir en utilisant un dictionnaire des idées et des notions. Il réduit l'œuvre à une enquête sur sa propre nature et nous interroge sur nos attentes d'une œuvre d'art : est ce qu'une œuvre à besoin de la biographie (heureuse ou malheureuse) de l'artiste pour exister ?

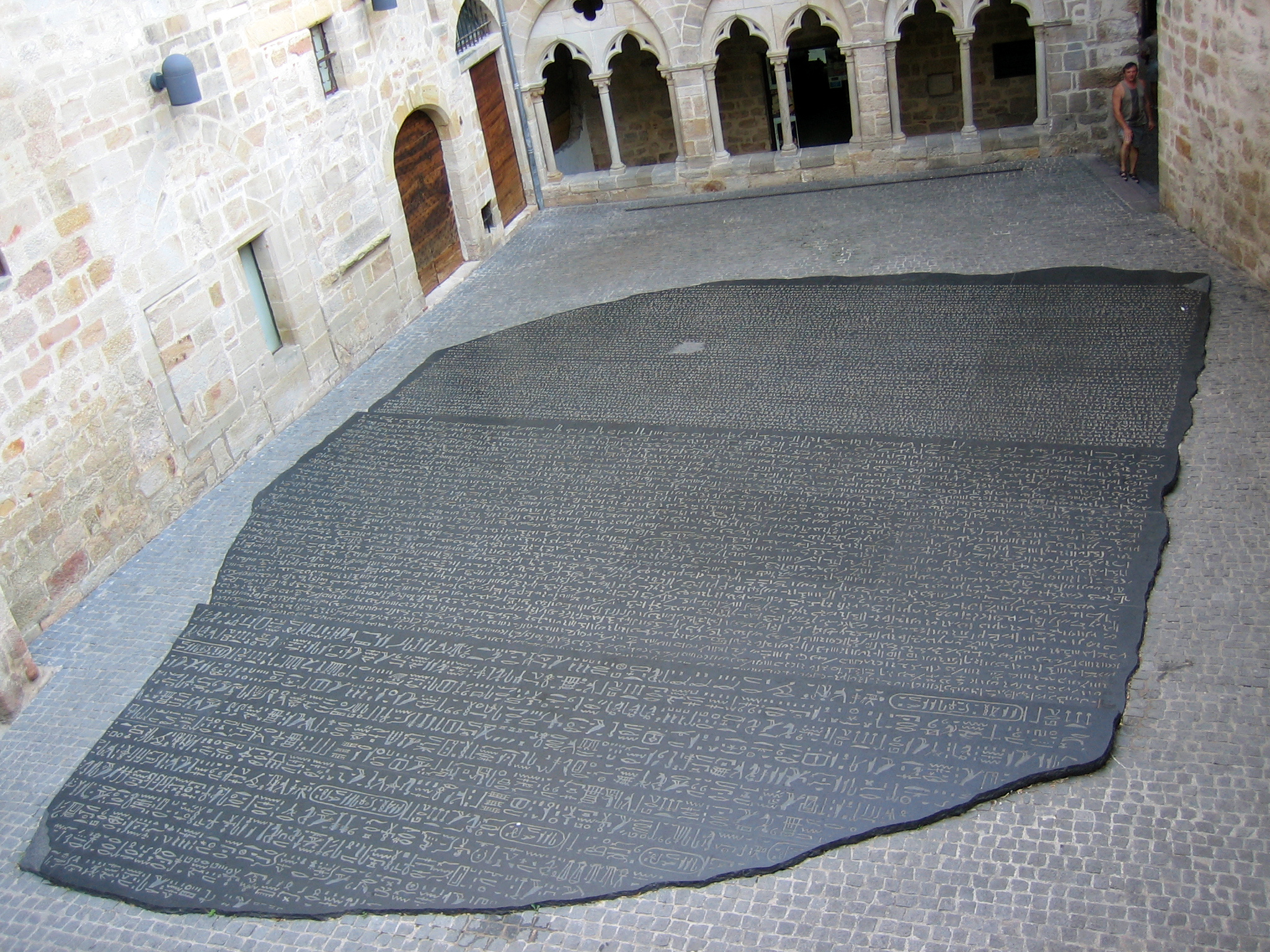
Agrandissement de la pierre de Rosette à [Figeac].

En 1991, il a réalisé pour la ville de Figeac, dans le Lot, une sculpture commémorative de Champollion, Ex Libris, dite La Place des écritures, dans le cadre des célébrations du bicentenaire de la naissance du « père de l’égyptologie » : il s’agit de l’agrandissement au sol de la pierre de Rosette, qui se déroule ainsi dans l’espace public, et sur laquelle on peut marcher : là encore il reste fidèle à ce principe de tautologie, même si l’œuvre présentée répond à tous les critères esthétiques que le moindre passant pourrait formuler.
Joseph Kosuth ne discute pas sur la beauté de l'art: il veut enlever la conception de beauté et d'esthétique dans l'art. Avec ses œuvres-définitions, il cherche à se rapprocher au plus près de la réalité, car pour lui, on use l'art pour dissimuler l'art, d'où le retour à la définition, à l'idée, au concept.

## L'art après la philosophie
Joseph Kosuth est l'auteur de l'article « L'Art après la philosophie » (1969) qui a marqué la théorie de l'art contemporain et qui peut valoir comme un manifeste de l'art conceptuel. Kosuth établit un certain nombre de distinctions entre la philosophie et la science, entre l'art et l'esthétique et entre l'analytique et le synthétique.

### La philosophie et la science
Kosuth part de deux faits. 
- La philosophie traditionnelle est parvenue à sa fin. La philosophie du XIXe siècle représentée par Hegel s'est intéressée au non-dit. Elle conduit à une forme d'histoire de la philosophie, où il n'y a plus rien à dire. Le XXe siècle est une époque marquée par la « fin de la philosophie » au sens où la philosophie se résout dans une forme de linguistique analytique qui ne considère au contraire que du dit et ne voit dans le non-dit que de l'indicible. L'homme de science ne croit plus à la philosophie.
- La « fin de la philosophie » au XXe siècle est contemporaine d'un « commencement de l'art » lorsque Marcel Duchamp présente ses premiers ready-made. C'est le point de départ de l'art conceptuel. « Le ready-made fit de l’art une question de fonction. Cette transformation – ce passage de l’apparence à la conception – marquera le début de l’art moderne et de l’art conceptuel. Tout l’art après Duchamp est conceptuel. »

Kosuth doit ainsi démontrer qu'il n'y a pas d'art avant le début de l'art conceptuel et que l'art conceptuel prend la relève de la philosophie en se mettant à l'écart de la philosophie (l'art conceptuel correspondrait ainsi au stade de la linguistique analytique et au dépassement de la philosophie et de la religion dans la science comme science du langage).

### L'art et l'esthétique
Kosuth établit une distinction entre l'esthétique et l'art. Il part, au point de vue historique, d'une opposition entre l'art conceptuel et l'« art formaliste ». Les représentants de l'art conceptuel sont Donald Judd, Sol Le Witt, Ad Reinhardt; les représentants de l'art formaliste sont Kenneth Noland, Jules Olitsky, Morris Louis et d'autres, soutenus par la critique (par l'esthétique), en particulier par le critique new yorkais Clement Greenberg. Pour Kosuth, tout l'art antérieur à Marcel Duchamp y compris l'art moderne relève de l'esthétique et du formalisme. L'esthétique considère un ensemble de critères formels, qui relèvent finalement du beau et du jugement de goût et de la fonction décorative ainsi que de « jugements sur la perception du monde en général ». On a pris « l'habitude » d'associer l'esthétique avec l'art, mais c'est une erreur. L'art est distinct de l'esthétique, car l'esthétique ne s'interroge pas sur l'art. Elle n'apporte aucune connaissance à ce sujet. L'art ne consiste pas en critères formels, mais il suffit de nommer quelque chose art pour que ce soit de l'art. "Être artiste aujourd'hui signifie s'interroger sur l'entité art". N'importe quel objet peut devenir art à partir du moment où il est placé dans le contexte de l'art. L'œuvre d'art est alors une proposition concernant l'art. Il faut que l'objet ait quelque chose à dire au point de vue du langage de l'art pour être de l'art. En ce sens, même les chefs-d'œuvre du cubisme, qui ont pu être de l'art à un moment donné, n'en sont plus s'ils ont perdu leur fonction artistique. L'art dépend d'un contexte artistique. Il faut être informé du concept d'art pour comprendre une forme d'art.

### Proposition analytique et proposition synthétique
Kosuth s'appuie sur la distinction établie par Alfred Jules Ayer, héritée de Kant, entre l'analytique et le synthétique. La proposition analytique est indépendante de toute présupposition empirique et ne concerne pas les objets ni leurs propriétés formelles. La proposition est synthétique lorsqu'elle est déterminée par des faits de l'expérience. L'œuvre d'art correspond à une proposition analytique dans laquelle on dit que l'art est l'art, "l'art est la définition de l'art". On ne se préoccupe pas des propriétés formelles des œuvres, mais seulement de l'art au point de vue conceptuel. L'art est en ce sens une tautologie et entretient en ce sens un rapport avec la logique et les mathématiques pour se distinguer radicalement de la philosophie et de la religion, lesquelles parlent des "besoins spirituels de l'homme" et de ce qui se trouve "au-delà de la physique".

## Expositions
- Musée du Louvre, « Ni apparence, ni illusion », à partir du 15 octobre 2009
- Musée Solomon R. Guggenheim, « Singular Forms Sometimes Repeated : Art from 1951 to the Present », New York, 2003
- Centre for Contemporary Art, Varsovie, 1996
- Documenta, 1977, 1982, 1992
- Biennale de Paris, 1985
- Institut d'art contemporain de Villeurbanne, « L'Art et le Temps. Regards sur la quatrième dimension », Villeurbanne, 1985

## Distinctions
- Chevalier de l'ordre des Arts et des Lettres (1973)